# Nesophlox
Nesophlox es un género de aves apodiformes perteneciente a la familia Trochilidae —los colibríes—, que agrupa a apenas dos especies nativas de las Bahamas, anteriormente colocadas en el género Calliphlox, y que fueron transferidas para el presente como resultado de análisis filogenéticos que demostraron que Calliphlox no era monofilético. Son conocidas popularmente como colibríes.

## Características
Los dos colibríes de este género son muy parecidos y ya fueron tratados como conespecíficos, pero las vocalizaciones y comportamiento de cortejo son diferentes. Miden entre 7,8 y 8,2 cm de longitud. Los machos tienen el pico corto, ligeramente decurvado y negro; dorso verde iridiscente; pequeña mancha blanca postocular, barbilla y garganta violeta-púrpura brillante, pecho blanquecino, vientre rufo con mezcla de verde, flancos inferiores rufos; cola profundamente ahorquillada. Las hembras tienen las partes superiores verde apagado; barbilla y garganta gris pálido con pequeños discos verdes, pecho blanquecino, vientre rufo; cola redondeada.

## Sistemática
El género femenino Nesophlox fue propuesto por el ornitólogo estadounidense Robert Ridgway en  1910; la especie tipo originalmente designada fue Trochilus evelynae, actual Nesophlox evelynae.

### Etimología
El nombre genérico femenino «Nesophlox» se compone de las palabras del griego «nēsos» que significa ‘isla’, y «phlox» que significa ‘fuego, llama’.

### Taxonomía
Los estudios filogenéticos demostraron que las entonces especies Calliphlox evelynae y Calliphlox lyrura de las Bahamas, formaban un clado con los géneros Mellisuga y Archilochus, por lo que fueron transferidas para el presente género resucitado; por otro lado las especies Calliphlox bryantae y Calliphlox mitchellii formaban un clado con los géneros Eulidia, Microstilbon y Chaetocercus, por lo que fueron transferidas para un género resucitado Philodice.

## Lista de especies
Según las clasificaciones del Congreso Ornitológico Internacional (IOC) y Clements Checklist/eBird, el género agrupa a las siguientes especies con el respectivo nombre popular de acuerdo con la Sociedad Española de Ornitología (SEO):
| Imagen | Nombre científico  | Autor            | Nombre común           | Estado de conservación | Distribución |
| ------ | ------------------ | ---------------- | ---------------------- | ---------------------- | ------------ |
|        | Nesophlox evelynae | (Bourcier), 1847 | Colibrí de las Bahamas | LC                     |              |
|        | Nesophlox lyrura   | (Gould), 1869    | Colibrí de Inagua      | LC                     |              |